# Mazouau
Mazouau ist eine französische Gemeinde mit 14 Einwohnern (Stand 1. Januar 2022) im Département Hautes-Pyrénées in der Region Okzitanien (vor 2016: Midi-Pyrénées). Sie gehört zum Arrondissement Bagnères-de-Bigorre und zum Kanton Neste, Aure et Louron.
Die Einwohner werden Mazouans und Mazouannes genannt.

## Geographie
Mazouau liegt am Fuß der Pyrenäen, elf Kilometer südlich von Lannemezan und circa 20 Kilometer östlich von Bagnères-de-Bigorre.
Umgeben wird Mazouau von den vier Nachbargemeinden:
|             | Saint-Arroman                               |        |
| Bazus-Neste | Kompassrose, die auf Nachbargemeinden zeigt | Gazave |
|             | Hèches                                      |        |

Der höchste Punkt des Gemeindegebiets liegt auf dem Gipfel des Cap d’Estivère (1211 m).

## Einwohnerentwicklung

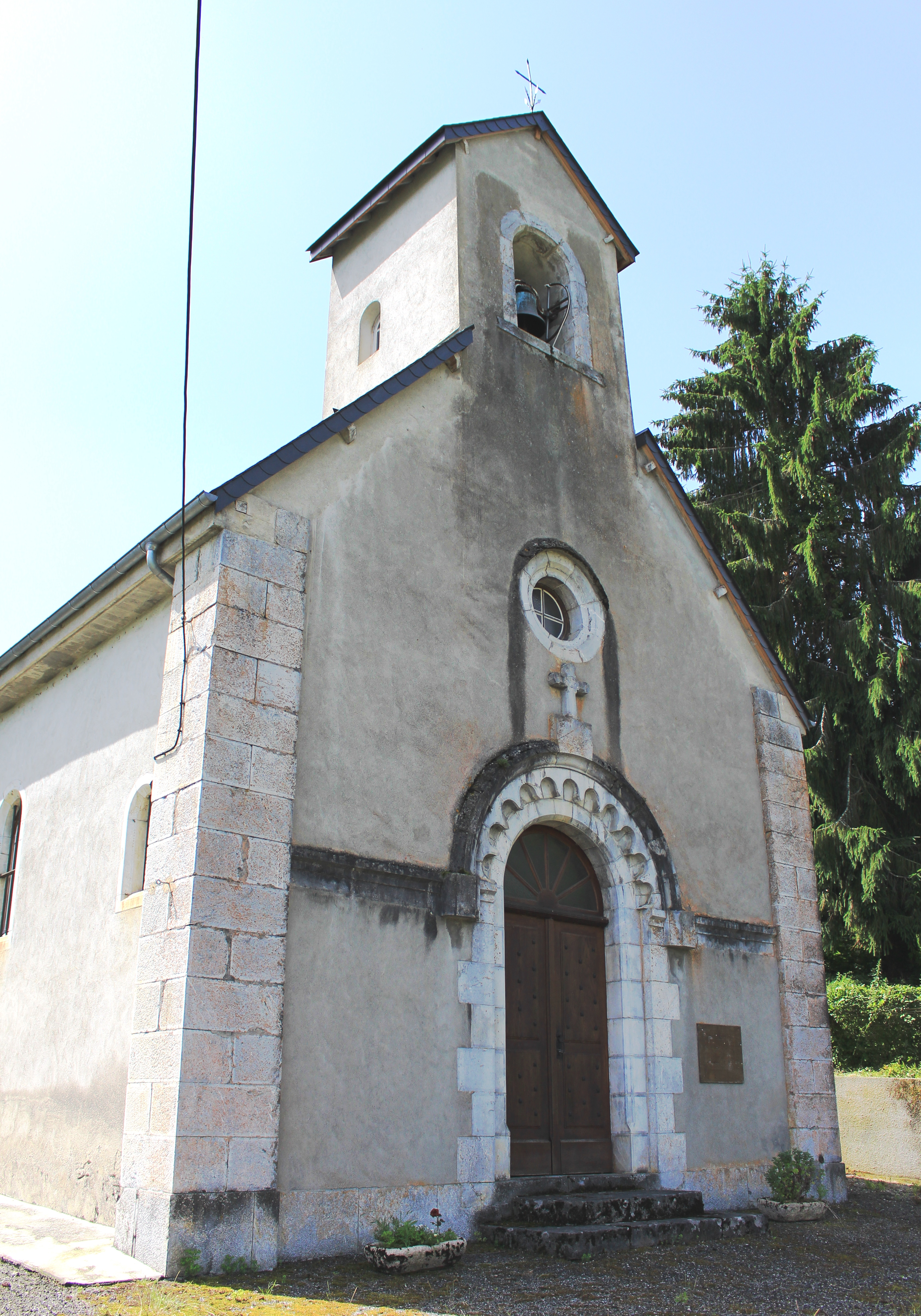
Pfarrkirche Martyre de-Saint-Jean-Baptiste

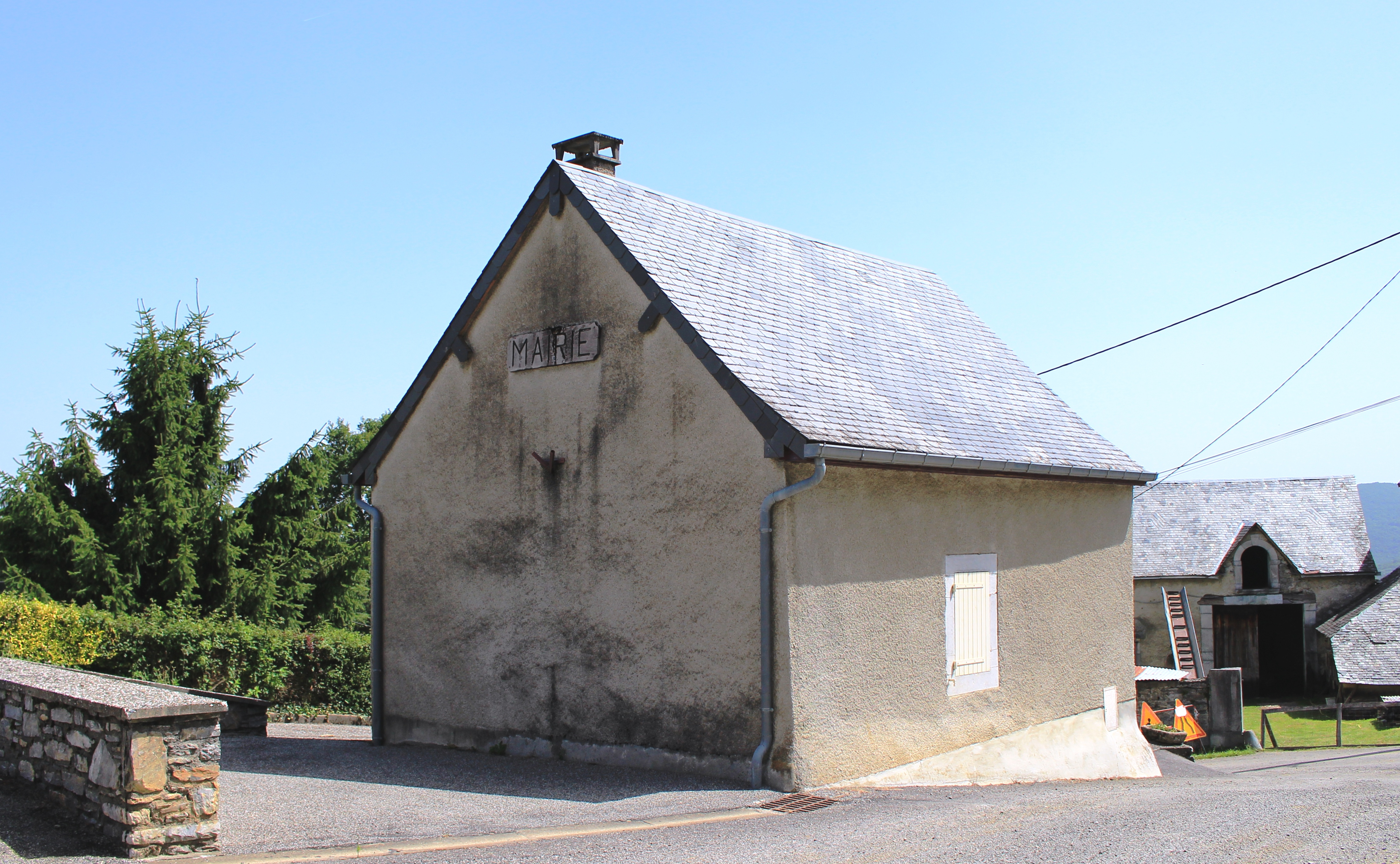
Rathaus (mairie)

Nach Beginn der Aufzeichnungen stieg die Einwohnerzahl bis zur Mitte des 19. Jahrhunderts auf einen Höchststand von rund 105. In der Folgezeit sank die Größe der Gemeinde bei kurzen Erholungsphasen bis zur Jahrtausendwende auf einen Tiefststand von rund 10 Einwohnern, bevor sich eine leichte Erholungsphase einstellte.
| Jahr      | 1962 | 1968 | 1975 | 1982 | 1990 | 1999 | 2006 | 2011 | 2022 |
| --------- | ---- | ---- | ---- | ---- | ---- | ---- | ---- | ---- | ---- |
| Einwohner | 21   | 19   | 27   | 28   | 22   | 11   | 15   | 17   | 14   |

## Sehenswürdigkeiten
- Pfarrkirche Martyre de-Saint-Jean-Baptiste

## Wirtschaft und Infrastruktur
Mazouau liegt in den Zonen AOC der Schweinerasse Porc noir de Bigorre und des Schinkens Jambon noir de Bigorre.

### Verkehr
Mazouau ist über die Route départementale 426 erreichbar.